# Земо-Натанеби
Земо-Натанеби (груз. ზემო ნატანები) — село в Грузии, на территории Озургетского муниципалитета края (мхаре) Гурия.

## География
Село находится в западной части Грузии, к северу от реки Натанеби, к востоку от побережья Чёрного моря, на расстоянии приблизительно 10 километров (по прямой) к западо-северо-западу от города Озургети, административного центра муниципалитета.

## Население
По результатам официальной переписи населения 2014 года, в Земо-Натанеби проживало 1174 человека (582 мужчины и 592 женщины). В национальной структуре населения грузины составляли 98,1 %, армяне — 1,1 %, русские — 0,5 %.
| Год  | Население, человек |
| ---- | ------------------ |
| 2002 | 1837               |
| 2014 | ↘ 1174             |